# أدليت (أسطورة)
أدليت (بالإنجليزية: Adlet)‏ في أساطير الإسكمو (لابرادور وخليج هدسون) هي الوحوش التي تشرب الدم، خمسة من عشرة ولدوا نتيجة مضاجعة امرأة لكلب أحمر.

## انظر أَيضاً
- أفيلايوك (أسطورة)
- بئر الجحيم
- إنويت
- أباسي (روح)